# La isla del tesoro (película de 1999)
La isla del tesoro es una película británico-canadiense de 1999 dirigida por Peter Rowe, basada en el libro homónimo de Robert Louis Stevenson. Está protagonizada por Kevin Zegers, David Robb, Jake Fry, Patrick Bergin y Jake Palance. La película se estrenó el 8 de enero de 1999 en Canadá.

## Sinopsis
Una adaptación del clásico de aventuras de Robert Louis Stevenson, en el cual un niño llamado Jim Hawkins (Kevin Zegers) inicia un viaje equipado con un mapa para encontrar un tesoro enterrado.

## Reparto
- Kevin Zegers – Jim Hawkins
- David Robb – Dr. Livesey
- Jake Fry – Morgan
- Patrick Bergin – Billy Bones
- Jake Palance – John Silver El Largo

- Datos: Q2249557